# لور مورات
لور مراد (بالفرنسية: Laure Murat)‏ هي مؤرخة وكاتِبة فرنسية، ولدت في 1967 في باريس في فرنسا.